# Parpan
Parpan, im deutschen Ortsdialekt [pɐrˈpɔːn], rätoromanisch Parpaunⓘ, ist eine Ortschaft in der Bündner Gemeinde Churwalden, Schweiz. Bis Ende 2009 war sie eine eigenständige politische Gemeinde. Seither ist Parpan zusammen mit Malix Teil der politischen Gemeinde Churwalden.

## Geographie

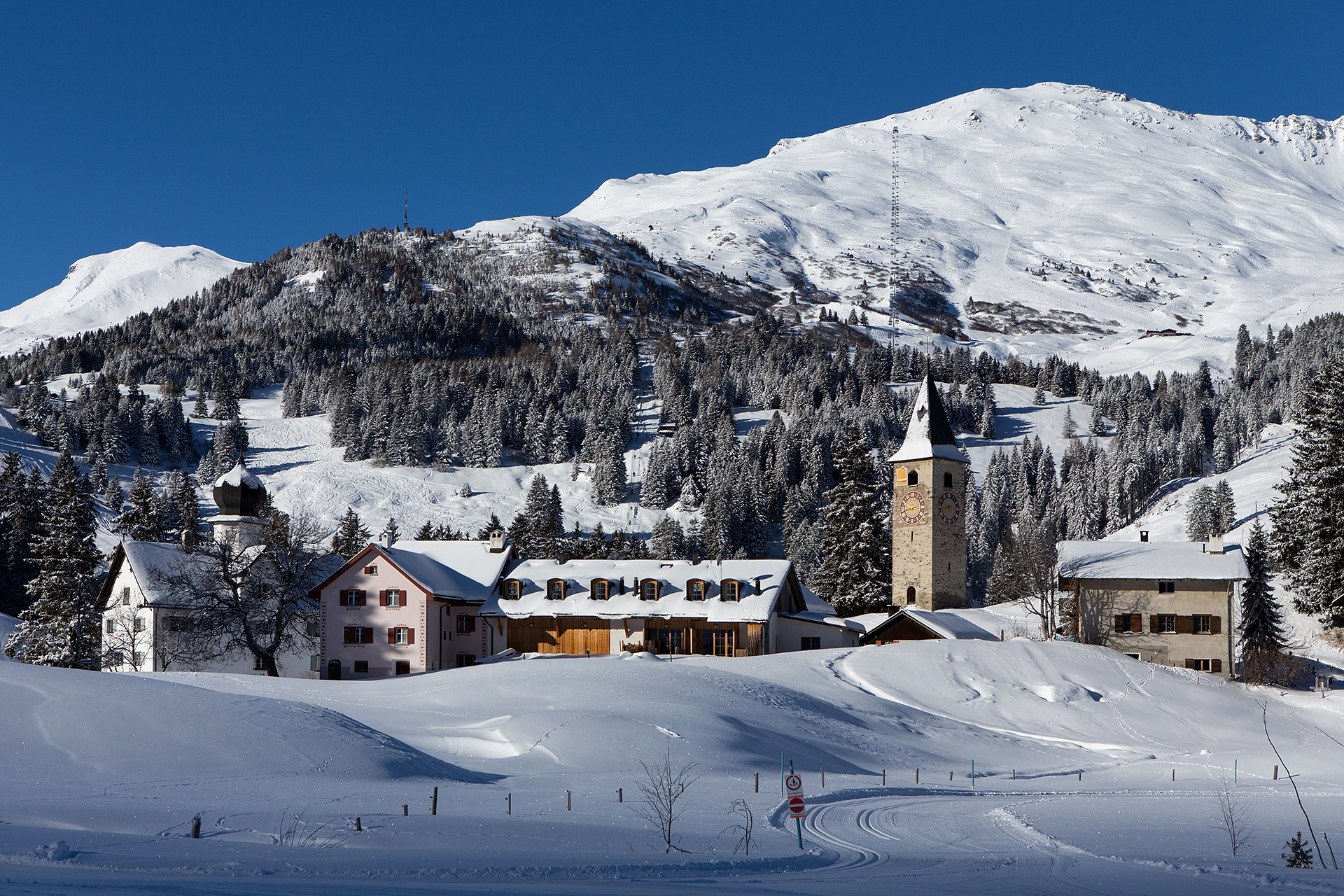
Blick zum Dorfkern

Parpan liegt zehn Kilometer (Luftlinie) südlich der Kantonshauptstadt Chur im Churwaldnertal an der Strasse über die Lenzerheide, wobei die Passhöhe nur wenige hundert Meter jenseits der Gemeindegrenze liegt. Das Territorium umfasst die breite Mulde des obersten Churwaldner Tales und die östliche Flanke, wo am Parpaner Schwarzhorn mit 2683 m ü. M. die grösste Höhe erreicht wird.
Neben der Hauptsiedlung, im Kern ein Strassendorf auf einem Wiesenrücken zwischen zwei Bächen, gehören zur Gemeinde die Hofgruppen Tschuggen und Gadenstatt sowie mehrere Maiensässe auf der Hangterrasse Oberberg am Fuss des Schwarzhorns.

## Geschichte

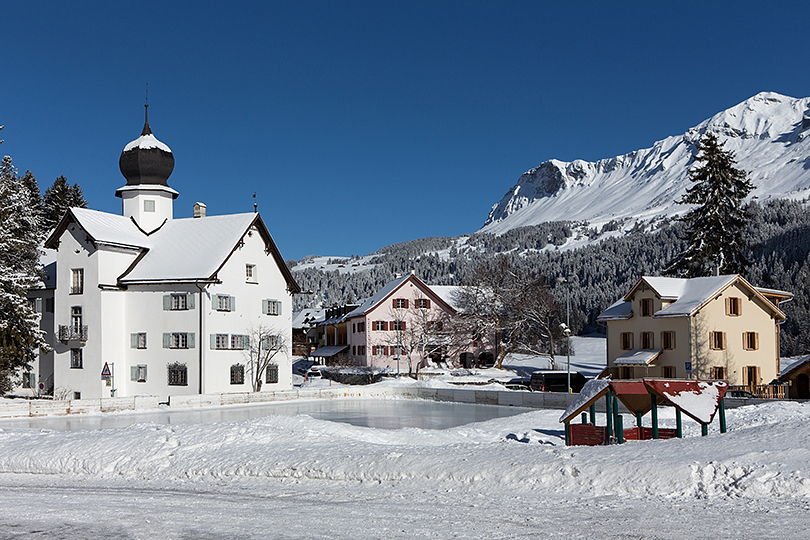
Schlössli, davor Eisfeld

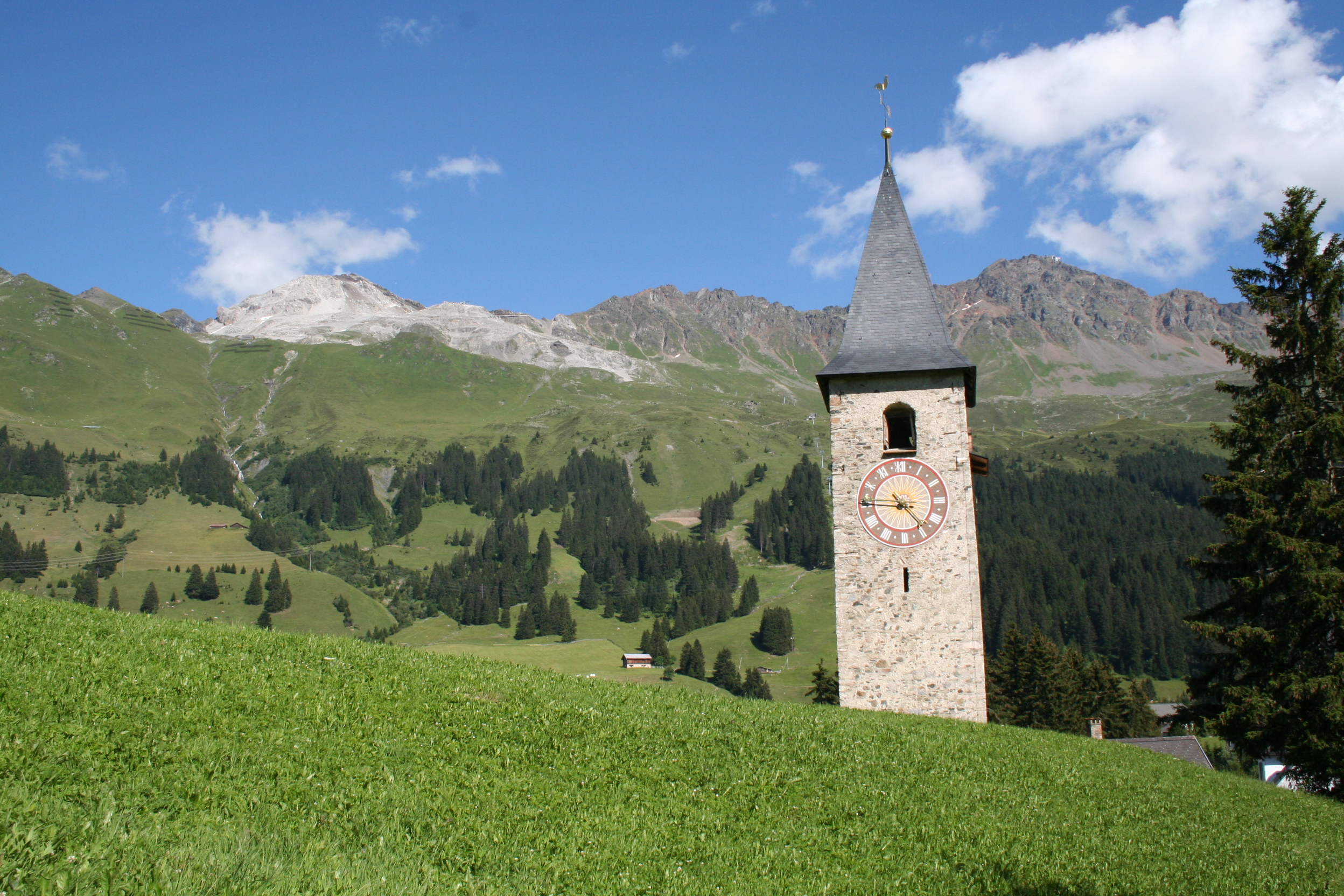
Reformierte Kirche Parpan

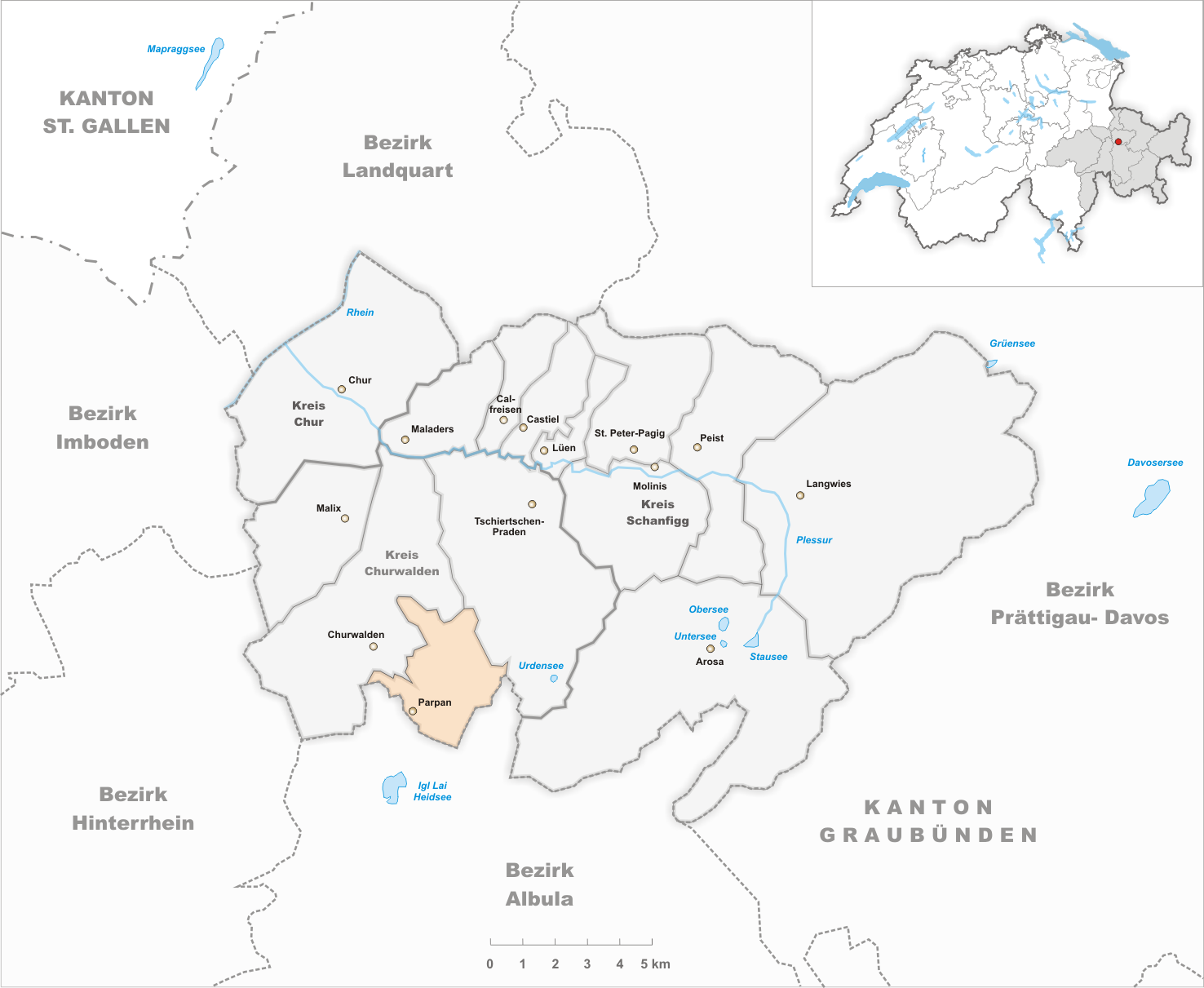
Gemeindestand vor der Fusion am 31. Dezember 2009

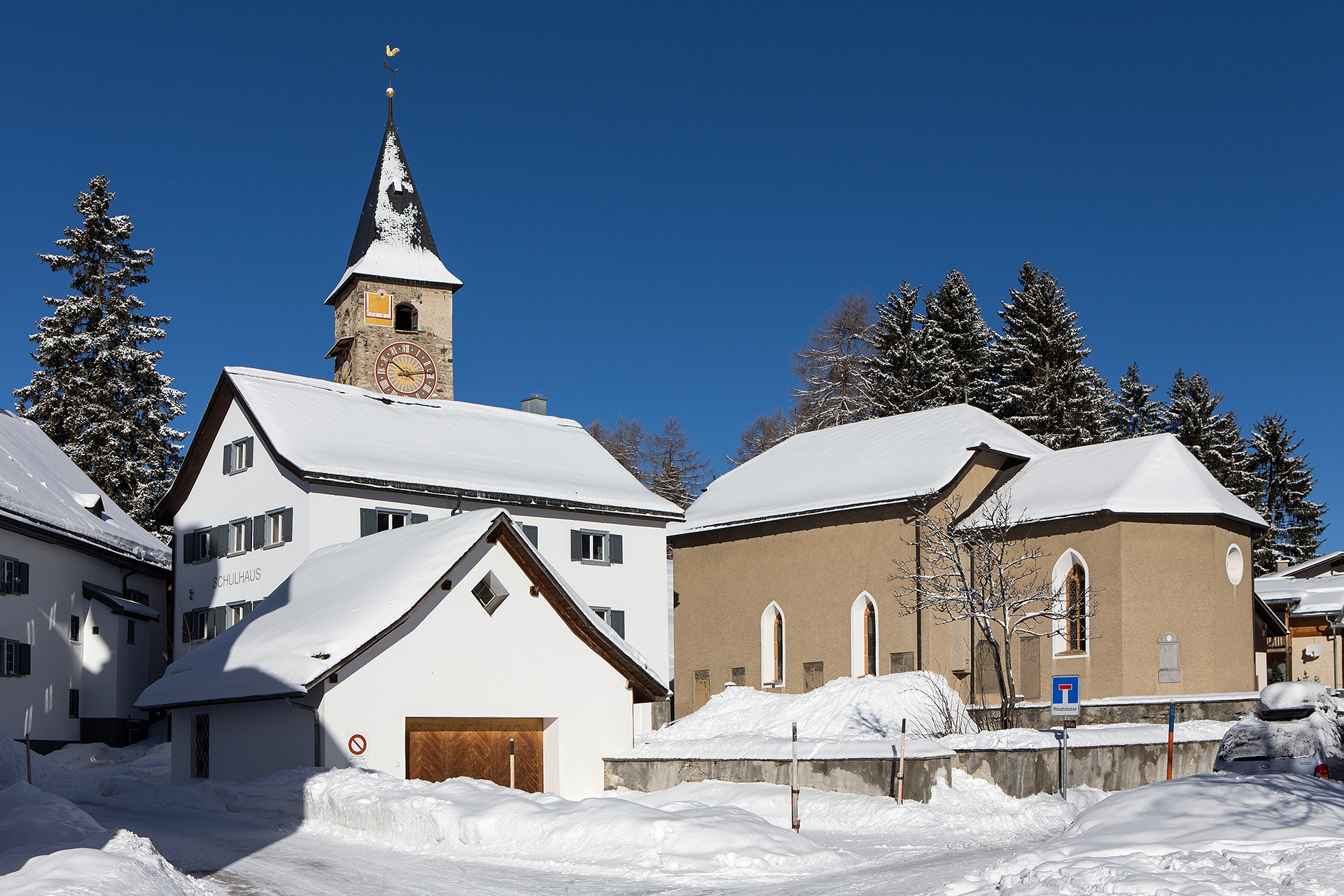
Schulhaus und Kirche

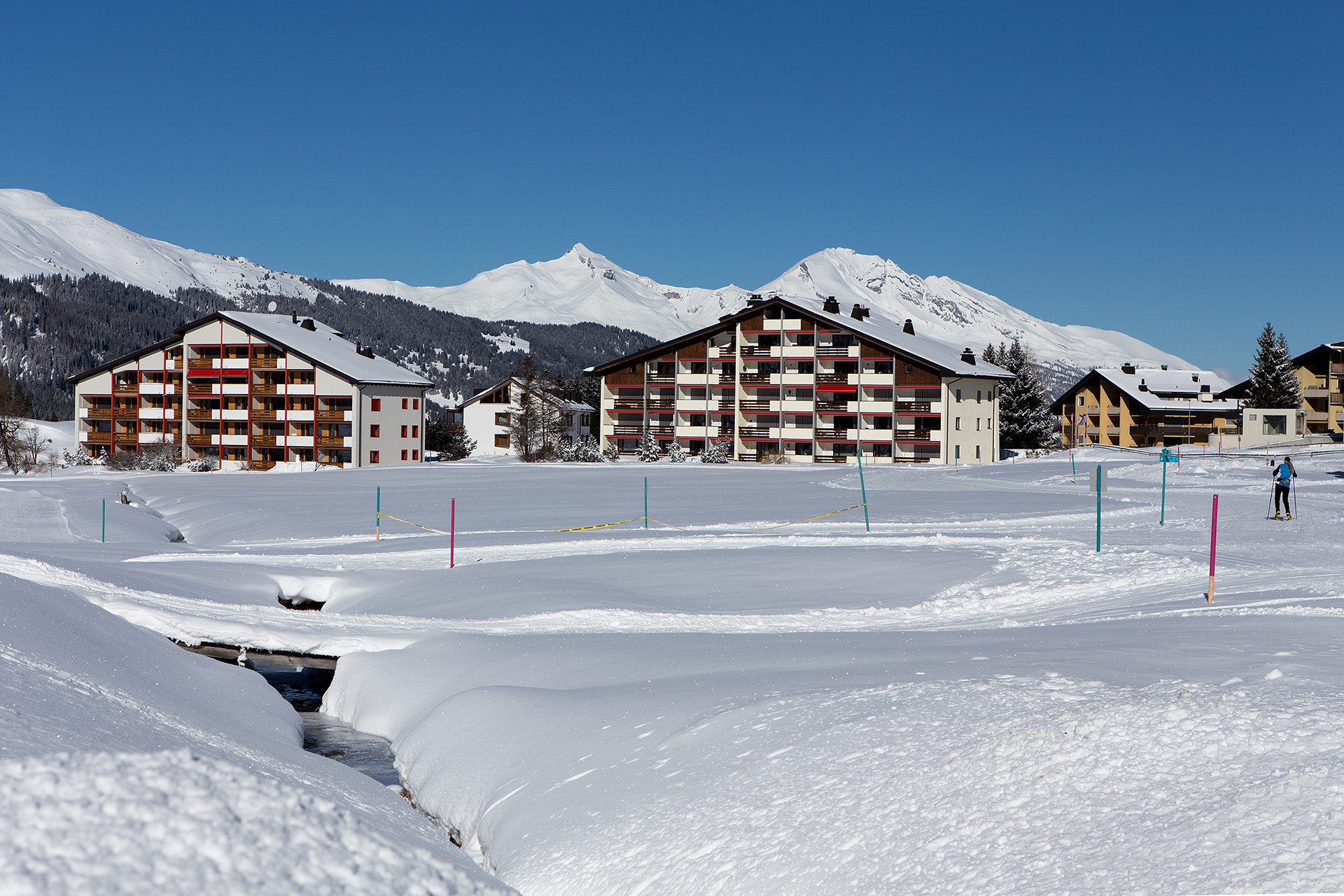
Überbauung Oberbergstrasse und Loipe

Luftbild von Walter Mittelholzer von 1927

Aus der Bronzezeit stammt ein Einzelfund. In deutscher Sprache findet sich der Ort 1208 als Partipan erwähnt, bereits früher (und heute noch) rätoromanisch als Parpaun. Die Lenzerheide wurde als Teil der Transitroute von Chur nach Oberitalien bereits in römischer Zeit viel begangen.
Das einst ausgedehnte Waldgebiet an der Septimerroute war hochmittelalterliches Neusiedlungsland des Klosters Churwalden. Im 13. Jahrhundert gründeten romanische Kolonisten in Parpan die ersten Hofsiedlungen. 1275 erscheinen die Vazer als Inhaber der Herrschaft Strassberg, nach 1338 die Toggenburger, Montforter und Matscher.
Das aus der Herrschaft Strassberg entstandene Gericht Churwalden mit der Nachbarschaft Parpan schloss sich 1436 dem Zehngerichtenbund an. 1649 wurden die österreichischen Rechte ausgekauft. Die Kapelle St. Peter gehörte zu Obervaz; St. Anna wurde Ende des 15. bzw. zu Beginn des 16. Jahrhunderts erbaut. Die Pfarrei Parpan existiert seit 1517. Um 1560 erfolgte die Reformation.
Im 16. Jahrhundert war Parpan völlig germanisiert. Traditionelle Erwerbsquellen bildeten vom 15. bis 19. Jahrhundert Viehwirtschaft, Kupfer- und Silberbergbau, Töpferei (18. Jahrhundert) sowie der Transitverkehr. Der Erzbergbau am Parpaner Rothorn endete mit dem Bergsturz von Plurs am 4. September 1618, bei dem die ganze Familie Verthemati-Franchi ums Leben kam, die auch die Parpaner Schürfrechte besass.
1834 bis 1840 erfolgte der Bau der Fahrstrasse. Ende des 19. Jahrhunderts etablierte sich Parpan als Sommerkurort. Seit 1953 werden Skilifte betrieben.

## Wappen
| Wappen von Parpan | Blasonierung: «In Blau goldener Bergmannsschlägel, beseitet von zwei sechsstrahligen goldenen Sternen»                                                                   |
| Wappen von Parpan | Das Werkzeug verweist auf den früheren Bergbau am Parpaner Rothorn, die Sterne auf die Zugehörigkeit zum Kreis Churwalden. Die Farben sind jene des Zehngerichtenbundes. |

## Bevölkerung
| Bevölkerungsentwicklung | Bevölkerungsentwicklung | Bevölkerungsentwicklung | Bevölkerungsentwicklung | Bevölkerungsentwicklung | Bevölkerungsentwicklung | Bevölkerungsentwicklung |
| ----------------------- | ----------------------- | ----------------------- | ----------------------- | ----------------------- | ----------------------- | ----------------------- |
| Jahr                    | 1623                    | 1850                    | 1900                    | 1950                    | 2000                    | 2009                    |
| Einwohner               | 220                     | 92                      | 62                      | 89                      | 263                     | 242                     |

1850 lebten 92 Personen in Parpan, 1900 waren es noch 62, 1950 wieder 89. Im Sog des benachbarten Sport- und Freizeitortes Lenzerheide nahm Parpan ab der Mitte des 20. Jahrhunderts einen stürmischen Aufschwung. Seit 1950 hat sich die Einwohnerzahl verdreifacht und liegt seit manchen Jahren konstant bei etwa 265 Personen.

## Wirtschaft und Verkehr
Parpan liegt an der Hauptstrasse 3 und ist durch die Postautolinie Chur–Lenzerheide ans Netz des öffentlichen Verkehrs angeschlossen.

### Tourismus
Die Gemeinde zählt zur Tourismusregion Lenzerheide. Vom Dorf ist der Einstieg in die Skigebiete beider Talflanken, Rothorn und Danis Stätz, möglich. In Parpan befindet sich auch das Ziel der nach dem Schweizer Skirennfahrer Silvano Beltrametti benannten Weltcuppiste. Seit dem Winter 2013/14 ist Parpan Teil des Skigebiets Arosa Lenzerheide.

## Sehenswürdigkeiten
Bedeutsam sind die reformierte Dorfkirche und das Schlössli Parpan.

## Sonstiges
Parpan ist ein in Graubünden verbreiteter Nachname.